# بتنراوات
البتنراوات (الاسم العلمي: Byttnerioideae) هي أسرة من النباتات تتبع فصيلة الخبازية من الرتبة الخبازيات.

## تصنيف
| القبيلة البتنراوية - أبرومة Jacq. - Ayenia L. - بتنرية Loefl. - Kleinhovia L. - Leptonychia Turcz. - Megatritheca Cristóbal - Rayleya Cristóbal | - Scaphopetalum Mast. القبيلة الهرماناوية - الهرمانية - Dicarpidium F.Muell. - Gilesia F.Muell. - Melochia L. - Waltheria L. القبيلة Lasiopetaleae | - Commersonia J.R.Forst. & G.Forst. - Guichenotia J.Gay - Hannafordia F.Muell. - Keraudrenia J.Gay - Lasiopetalum Sm. - Lysiosepalum F.Muell. - Rulingia R.Br. - Seringia J.Gay | - Thomasia J.Gay القبيلة الثيوبروماوية - مغاث Desf. - Guazuma Mill. - هيرانية Goudot - ثيوبروما L. Incertae sedis - Maxwellia Baill. |